# Antonija Nađ
Antonija Nađ –en serbio, Антонија Нађ– (Sombor, 8 de mayo de 1986) es una deportista serbia que compitió en piragüismo en la modalidad de aguas tranquilas. Ganó dos medallas de plata en el Campeonato Europeo de Piragüismo en los años 2008 y 2011, ambas en la prueba de K1 1000 m.

## Palmarés internacional
| Campeonato Europeo | Campeonato Europeo | Campeonato Europeo | Campeonato Europeo |
| Año                | Lugar              | Medalla            | Competición        |
| ------------------ | ------------------ | ------------------ | ------------------ |
| 2008               | Milán (Italia)     | Medalla de plata   | K1 1000 m          |
| 2011               | Belgrado (Serbia)  | Medalla de plata   | K1 1000 m          |